# 奥山一寸法師
奥山 一寸法師（おくやま いっすんぼうし、1960年（昭和35年）5月5日 - ）は、東京都青ヶ島村出身の実業家。機械銘柄の東証二部上場企業フリージア・マクロスの代表取締役社長。
フリージアグループ・会長の佐々木ベジ、フリージアハウス株式会社・代表取締役社長の奥山治郎は実兄にあたる。

## 経歴
- 1979年3月 - 東京都立秋川高等学校卒業

- 1979年4月 - フリージア家電（現・フリージアトレーディング）入社

- 1991年2月 - フリージア・マクロス監査役就任

- 1993年9月 - 技研興業の監査役に就任

- 1997年6月 - フリージア・マクロス専務取締役就任

- 2000年3月 - フリージアトレーディング代表取締役社長就任（現職）

- 2005年6月 - フリージア・マクロス取締役副社長就任

- 2007年6月 - フリージア・マクロス代表取締役社長就任（現職）[1]

## 名前・来歴
- 1960年5月、青ヶ島代々の名主の家に生まれ育った。

- 2007年6月、フリージア・マクロスの社長に就任した際、一寸法師というユニークな名前がマスコミで話題となり、日本経済新聞始め様々なメディアが奥山新社長の就任記事を報道した。

- 親戚の弁によると、奥山一寸法師の名前の由来は、長兄・佐々木ベジの発意に因るものという。当時5歳の長兄は、読み始めた御伽噺の中で、特に一寸法師の物語に夢中だった。生まれたばかりの小さな赤ん坊を見て大喜びし「一寸法師だ!一寸法師が出てきた!」と信じて止まなかったという。この長兄の気持ちを重んじ、否定することを避けた父・奥山治は、そのまま村役場に「奥山一寸法師　昭和35年5月5日生まれ　三男」と出生届を出したというエピソードがある。

- 父・奥山治は、東京都青ヶ島村の村長を5期17年務めた政治家であり、また生涯において玄米自然食の普及に努めたマクロビオティック運動の活動家であり、東洋哲学の思想家でもあった。

- 父・奥山治は「もし、一寸法師という名前が都合が悪ければ、変な名前だという理由で、20歳になれば自分で改名することもできる。つまり、自分で自分の名前を付けられる自由を潜ませた命名でもある」と、自ら言い聞かせていたというエピソードもある。

- 兄・佐々木ベジの弁によると、本人は20歳の誕生日の時に断食道場で10日の行を行ない、その結果「一寸法師で行こう」と決めたとされている。